# Five Little Pigs
Five Little Pigs (Os Cinco Porquinhos, no Brasil / Poirot Desvenda o Passado (1947) ou Os Cinco Suspeitos (2003), em Portugal) é um romance policial de Agatha Christie, publicado em 1942. É um caso do detetive Hercule Poirot.

## Resumo
A jovem Carla Lemarchant procura Hercule Poirot em busca de ajuda. Seu pai, Amyas Crale, famoso pintor, foi envenenado e sua mãe, Caroline, julgada e condenada pelo crime, morreu na prisão pouco tempo depois. Antes de sua morte, Caroline deixou uma carta endereçada à Carla, na época ainda uma criança de 5 anos de idade, onde garante a sua inocência. A jovem, agora com 21 anos de idade, pretende casar-se, mas antes disso quer descobrir a verdade sobre a morte do pai e a culpabilidade da mãe.
Hercule Poirot aceita a missão e limita sua investigação aos cinco suspeitos mais prováveis(Philip e Meredith Blake, Elsa Greer, Angela Warren e Cecilia Williams), com base apenas nos seus relatos sobre o que aconteceu 16 anos antes. Cada um dos cinco suspeitos dará a sua versão dos fatos, e com base nos relatos, Poirot acredita ser capaz de reunir todas as informações necessárias para solucionar o caso.

## Personagens principais
- Hercule Poirot - detetive contratado por Carla Lemarchant para elucidar a verdade sobre o assassinato do pai, ocorrido a dezesseis anos.
- Amyas Crale - pai de Carla, é  um pintor famoso que morreu envenenado.
- Caroline Crale - esposa de Amyas e mãe de Carla, foi acusada e julgada pelo assassinato do marido, sendo condenada a prisão perpétua. Morreu na prisão um ano depois, mas deixou uma carta à filha onde jurou ser inocente.
- Philip Blake - o melhor amigo de Amyas Crale, é irmão de Meredith.
- Meredith Blake - irmão mais velho de Philip e vizinho da família Crale. É especialista em ervas venenosas e plantas medicinais.
- Elsa Greer - amante de Amyas Crale, estava posando para ele em uma pintura a algum tempo, até o dia do assassinato, quando a obra foi praticamente finalizada. Casou-se três vezes com homens ricos nos anos que se seguiram ao crime.
- Angela Warren - irmã de Caroline, filha da mãe desta e de um segundo marido. Quando o crime aconteceu, tinha quinze anos e já era órfã de pai e mãe, morando com a irmã e o cunhado Amyas.
- Cecilia Williams - preceptora de Angela.
- Carla Lemarchant - filha do casal Crale, tinha cinco anos de idade quando o crime aconteceu. Foi criada por um casal de tios no Canadá. Ao completar vinte e um anos de idade, toma posse de sua herança e é informada do que aconteceu aos pais quando criança. Então, retorna à Inglaterra com o intuito de provar a inocência de sua mãe, e pra isso contrata Hercule Poirot. Está noiva e pretende elucidar o crime antes do casamento.